# Diócesis de Carlisle (antigua)
La diócesis de Carlisle (en latín: Dioecesis Carleolensis y en inglés: Diocese of Carlisle) fue una circunscripción eclesiástica de la Iglesia católica en el Reino Unido. Se trataba de una diócesis latina, sufragánea de la arquidiócesis de York. Por el Acta de Supremacía del Parlamento de Inglaterra del 8 de mayo de 1559 fue convertida en la diócesis de Carlisle de la Iglesia de Inglaterra.

## Territorio y organización

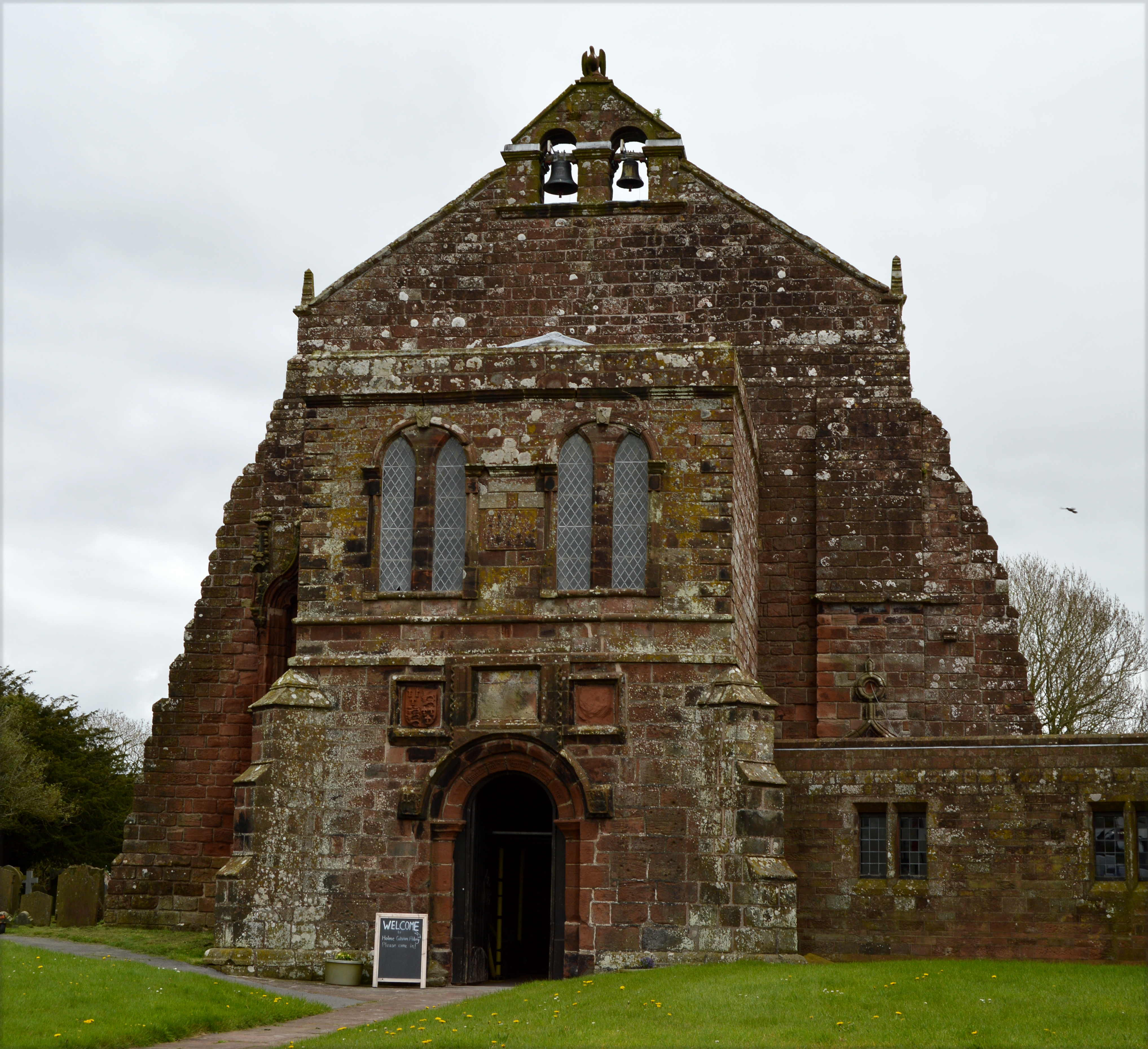
Restos de la abadía cisterciense de Holmcultram

La diócesis extendía su jurisdicción sobre los fieles católicos de rito latino residentes en el noreste de Inglaterra, incluyendo el condado de Carlisle establecido por el rey Guillermo II de Inglaterra, que en ese momento incluía casi todo Cumberland y Westmorland, con la excepción de Coupland y la baronía de Kendal, que pertenecía a la diócesis de Chester (más tarde la diócesis de Coventry y Lichfield).

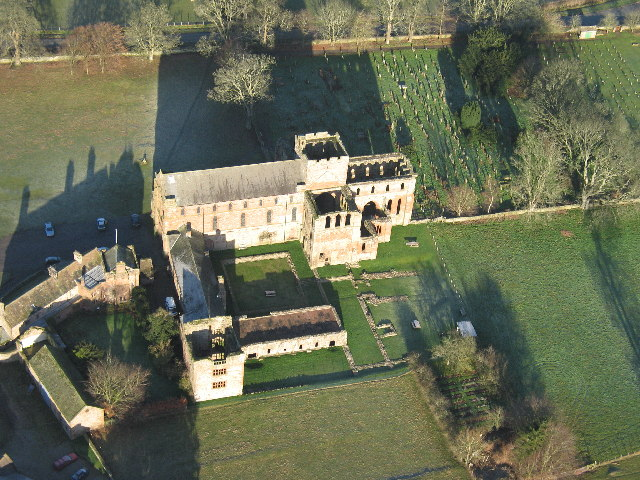
Vista aérea del antiguo priorato agustino de Lanercost

La sede de la diócesis se encontraba en la ciudad de Carlisle, en donde se halla la Catedral de la Santísima e Indivisa Trinidad, que desde la Reforma anglicana pertenece a la diócesis de Carlisle de la Iglesia de Inglaterra
La diócesis se dividió en un arcedianato y cuatro diaconados rurales (Cumberland, Westmorland, Carlisle y Allerdale).

## Historia
La diócesis fue erigida el 11 de abril (o 1 de abril) de 1132, tomando su territorio de la diócesis de Durham. El papa Honorio III confirmó la erección realizada por sus predecesores el 2 de mayo de 1223. El primer obispo fue Ethelwold, confesor del rey Enrique I, quien colocó su cátedra en la iglesia del monasterio agustino de la ciudad, fundado hacia 1102 por el propio Enrique I.
Aethelwold organizó la diócesis en parroquias, capellanías y otros beneficios. La diócesis, sin embargo, siguió siendo muy pobre. A su muerte, no se encontró a nadie capaz de sucederle y la diócesis permaneció prácticamente vacante durante varias décadas. A principios del siglo XIII fue nombrado administrador de la diócesis el obispo Bernardo, quien se había visto obligado por la persecución a abandonar su sede de Ragusa, en Dalmacia.
Al ser una tierra fronteriza, la diócesis fue escenario de enfrentamientos entre ingleses y escoceses, que también disputaban la sede de Carlisle. Uno de estos enfrentamientos fue la ocasión de separar la mensa episcopal de la mensa conventual de los canónigos de San Agustín, con la consiguiente creación de un capítulo de canónigos seculares. Los obispos de Carlisle fueron muy activos actuando como pacificadores entre los ingleses y los escoceses, pero también, a la inversa, liderando operaciones militares con los escoceses. Eran los encargados de custodiar el castrum de Carlisle.
Era costumbre de los obispos de Carlisle reunir a su clero en sínodo dos veces al año, en la semana después de Pascua y en la fiesta de san Miguel, para tratar cuestiones de moral y disciplina. Los pocos documentos de archivo que sobrevivieron al incendio de 1292 que destruyó toda la ciudad prueban que los obispos visitaban su diócesis con bastante regularidad.
En el territorio diocesano había numerosos conventos y abadías, muchos de los cuales fueron construidos en la época normanda. Entre ellos se encuentran: el priorato benedictino de Wheteral, la abadía cisterciense de Holmcultram, el priorato agustino de Lanercost, la abadía premonstratense de Shapp y el priorato benedictino de Armathwaite para mujeres. Todos los monasterios y conventos religiosos fueron suprimidos con la afirmación del cisma anglicano en la primera mitad del siglo XVI.

### Reforma anglicana
Luego de que el 23 de marzo de 1534 el papa Clemente VII excomulgara el rey Enrique VIII a causa de su divorcio de Catalina de Aragón, el 3 de noviembre de 1534 el Parlamento de Inglaterra aprobó el Acta de Supremacía de 1534
mediante la cual se declaraba que el rey era «only supreme head in earth of the Church of England, called Anglicana Ecclesia», acto formal mediante el cual la Iglesia católica de Inglaterra entraba en cisma con la Santa Sede, transformándose en una Iglesia nacional independiente. El 18 de diciembre de 1534 aprobó además la Ley de Traición que castigaba con la pena de muerte a quienes no aceptaran el Acta de Supremacía. El Parlamento de acuerdo con Enrique VIII emitió los Seis Artículos en agosto de 1539, por los que se mantuvo la liturgia católica-romana tradicional casi sin cambios en las doctrinas y prácticas de la nueva Iglesia nacional independiente de Inglaterra.
En Carlisle era obispo John Kite, quien firmó el juramento de supremacía. Falleció el 19 de junio de 1537 y fue remplazado por Robert Aldrich, quien fue consagrado sin mandato papal el 18 de julio de 1537.
Tras la muerte de Enrique VIII el 28 de enero de 1547 lo sucedió su hijo Eduardo VI. Durante su reinado la Iglesia de Inglaterra llegó a ser teológicamente protestante, pero el obispo Robert Aldrich se mantuvo en el cargo.
Tras la muerte de Eduardo VI el 6 de julio de 1553 ascendió al trono la católica María I Tudor. Por ley del Parlamento del 12 de noviembre de 1554 se derogó el Acta de Supremacía y luego se abolió toda la legislación religiosa aprobada contra el papado a partir de 1529. El obispo Aldrich se adaptó de nuevo a las circunstancias y retornó al catolicismo, pero falleció el 5 de marzo de 1556. Owen Oglethorpe fue nombrado el 24 de marzo de 1557, siendo el último obispo de Carlisle en comunión con la Santa Sede.
El 17 de noviembre de 1558 falleció la reina María y fue sucedida por Isabel I, quien con otra Acta de Supremacía del 8 de mayo de 1559 restauró la independencia de la Iglesia anglicana y rompió definitivamente con la Santa Sede. Desde entonces la diócesis de Carlisle es parte de la Iglesia de Inglaterra. El obispo Owen Oglethorpe presidió la coronación de la nueva reina, pero luego se negó a jurar el acta de supremacía y fue encarcelado y destituido por la reina el 26 de junio de 1559. Falleció en prisión el 3 de diciembre de 1559. John Best fue consagrado el cargo el 2 de marzo de 1561, iniciando la lista de obispos anglicanos de la diócesis de Carlisle.

## Episcopologio
- Aethelwold † (1133-1156 o 1157 falleció)[10]
  - Sede vacante
- Bernardo † (15 de mayo de 1203-antes del 8 de julio de 1214 falleció)[10]
  - Sede vacante
- Hugh of Beaulieu † (24 de febrero de 1219 consagrado-4 de junio de 1223 falleció)
- Walter Mauclerk † (antes del 22 de agosto de 1223[10]-29 de junio de 1246 renunció)
- Silvester de Everdon † (antes del 9 de noviembre de 1246[10]-13 de mayo de 1254 falleció)
- Thomas Vipont † (7 de febrero de 1255 consagrado-octubre de 1256 falleció)
- Robert de Chauncy † (14 de abril de 1258 consagrado-septiembre de 1278 falleció)
  - William de Langeton † (1278 renunció) (obispo electo)
- Ralph of Irton, C.R.S.A. † (9 de abril de 1280-1 de marzo de 1292 falleció)
- John de Halghton † (23 de abril de 1292-1 de noviembre de 1324 falleció)
- John de Rosse † (13 de febrero de 1325-11 de mayo de 1332 falleció)
- John de Kirkeby † (19 de julio de 1332-1353 falleció)
- Gilbert de Wilton † (13 de febrero de 1353-1362 falleció)
- Thomas de Appleby † (12 de junio de 1363-5 de diciembre de 1395 falleció)
- Robert Read, O.P. † (26 de enero de 1396-5 octubre de 1396 nombrado obispo de Chichester)
- Thomas Merke † (4 de enero de 1397-1399 nombrado obispo titular de Salmastro)
- William Strickland † (24 de diciembre de 1399-30 de agosto de 1419 falleció)
- Roger Whelpdale † (22 de diciembre de 1419-4 de febrero de 1423 falleció)
- William Barrow † (19 de abril de 1423-4 de septiembre de 1429 falleció)
- Marmaduke Lumley † (27 de diciembre de 1429-28 de enero de 1450 nombrado obispo de Lincoln)
- Nicholas Close † (30 de enero de 1450-30 de agosto de 1452 nombrado obispo de Coventry y Lichfield)
- William Percy † (30 de agosto de 1452-1462 falleció)
- John Kingscote † (12 de agosto de 1462-5 de noviembre de 1463 falleció)
- Richard Scroope † (11 de abril de 1164-10 de mayo de 1468 falleció)
- Edward Story † (18 de julio de 1468-11 de febrero de 1478 nombrado obispo de Chichester)
- Richard Bell, O.S.B. † (11 de febrero de 1478-1495 renunció)
- William Senhouse † (4 de septiembre de 1495-27 de junio de 1505 nombrado obispo de Durham)
- Roger Leyburn † (21 de junio de 1503-después del 17 de julio de 1507 falleció)
- John Penny † (22 de septiembre de 1508-1520 falleció)
- John Kite † (12 de julio de 1521-3 de noviembre de 1534 por el acta de Supremacía pasó a ser cismático))
  - John Kite † (12 de julio de 1521-19 de junio de 1537 falleció) (obispo cismático anglicano)
  - Robert Aldrich † (18 de julio de 1537 consagrado-12 de noviembre de 1554 derogación del acta de Supremacía y retorno al catolicismo) (obispo cismático anglicano)
- Robert Aldrich † (12 de noviembre de 1554-5 de marzo de 1556 falleció)
- Owen Oglethorpe † (24 de marzo de 1557-26 de junio de 1559 destituido por la reina Isabel I)[nota 3]